# Steve Perryman
Steve Perryman (21 de desembre de 1951) és un exfutbolista anglès. Va disputar 1 partits amb la selecció d'Anglaterra.

## Estadístiques
| Selecció d'Anglaterra | Selecció d'Anglaterra | Selecció d'Anglaterra |
| Anys                  | Partits               | Gols                  |
| --------------------- | --------------------- | --------------------- |
| 1982                  | 1                     | 0                     |
| Total                 | 1                     | 0                     |